# Zabenstedt
Zabenstedt ist ein Ortsteil der Stadt Gerbstedt im Landkreis Mansfeld-Südharz in Sachsen-Anhalt.

## Geografie
Zabenstedt liegt im dünn besiedelten ländlichen Raum zwischen Eisleben, Hettstedt und Könnern. Landschaftlich treffen sich im Dorf die Feldmulden des aus Gerbstedt im Nordwesten kommenden Lohbachs und die Feldmulde der aus Polleben im Südwesten kommenden Schlenze, die östlich nach Friedeburgerhütte weiterführt. Landschaftlich befindet sich das Dorf auf der Mansfelder Platte und damit im östlichen Harzvorland.
Südlich von Zabenstedt, am Feldweg nach Lochwitz befinden sich Reste eines sog. Tuffsteinbruchs, nach dem seit 2010 eine Straße im Ort benannt ist.

## Geschichte
1256 wurde Zabenstedt erstmals urkundlich erwähnt.
Ab dem 2. Oktober 1899 führte die Zweigbahn Gerbstedt-Friedeburgerhütte, die zur Halle-Hettstedter Eisenbahn-Gesellschaft gehörte, unmittelbar im Süden um den Ort herum und bediente den Bahnhof Zabenstedt. Sie wurde am 3. September 1900 nach Friedeburg verlängert. Im Jahr 1962 wurde der Verkehr auf der Bahnstrecke dann aufgegeben, von den Gleisen sind heute nur noch wenige Reste zu finden. Von der Brücke über die Schlenze im Westen des Dorfes sind noch die Pfeiler und die Widerlager zu erkennen.
Am 1. Januar 2010 schlossen sich die Gemeinden Zabenstedt, Augsdorf, Friedeburgerhütte, Hübitz, Ihlewitz, Rottelsdorf, Siersleben und Welfesholz mit der Stadt Gerbstedt zur neuen Stadt Gerbstedt zusammen. Die Verwaltungsgemeinschaft Gerbstedt, zu der Zabenstedt gehörte, wurde aufgelöst.
Um 2007 fanden Instandsetzungsarbeiten am alten Gutshof statt. Die zu DDR-Zeiten in eine LPG umgewandelte Anlage mit einem denkmalgeschützten, 1875 erbauten Herrenhaus steht seit Jahren leer. Da der Eigentümer es verfallen lässt, wird das Gelände langsam von der Natur zurückgenommen.

## Wirtschaft und Infrastruktur
Wirtschaftliche Grundlage Zabenstedts ist die Landwirtschaft.
In Zabenstedt kreuzen sich die Landesstraßen 154 (Siersleben-Könnern) und 158 (Greifenhagen-Friedeburg). Zur Bundesstraße 180 die Lutherstadt Eisleben und Aschersleben verbindet, sind es in westlicher Richtung ca. 14 km.
Die nächsten Bahnhöfe befindet sich in Hettstedt und in Sandersleben.
Die nächste Autobahnabfahrt befindet sich an der Bundesautobahn 14 bei Plötzkau.
Der Internationale Flughafen Leipzig/Halle befindet sich 50 km südöstlich des Dorfes.